# Грант Лонг
Грант Ендрю Лонг (англ. Grant Andrew Long, нар. 12 березня 1966, Вейн, Мічиган, США) — американський професіональний баскетболіст, що грав на позиції важкого форварда за низку команд НБА. Згодом — баскетбольний коментатор. Племінник Джона Лонга та двоюрідний брат Террі Міллса.

## Ігрова кар'єра
Починав грати у баскетбол у команді Ромулуської старшої школи (Ромулус, Мічиган). На університетському рівні грав за команду Істерн Мічиган (1984–1988). 
1988 року був обраний у другому раунді драфту НБА під загальним 33-м номером командою «Маямі Гіт». Захищав кольори команди з Маямі протягом наступних 6 сезонів.
З 1994 по 1996 рік грав у складі «Атланта Гокс», куди разом з Стівом Смітом був обміняний на Кевіна Вілліса.
1996 року перейшов до «Детройт Пістонс», у складі якої провів наступні 2 сезони своєї кар'єри.
Наступною командою в кар'єрі гравця знову була «Атланта Гокс», за яку він відіграв один сезон.
З 1999 по 2002 рік грав у складі «Ванкувер/Мемфіс Гріззліс».
Останньою ж командою в кар'єрі гравця стала «Бостон Селтікс», до складу якої він приєднався 2003 року і за яку відіграв лише частину сезону.

## Кар'єра на телебаченні
З 2008 по 2014 рік працював коментатором матчів «Оклахома-Сіті Тандер». У жовтні 2014 року став коментатором матчів «Дейтройт Пістонс» на телеканалі Fox Sports Detroit.